# Großlohra
Großlohra là một đô thị ở huyện Nordhausen, trong bang Thüringen, Đức. Đô thị Großlohra có diện tích 18,29 km².